# SB/DV 101 sorozat
A Déli Vasút kezelésében lévő Kőszeg–Szombathelyi HÉV 1883. augusztus 5-én kezdte meg működését a Szombathely–Kőszeg-vasútvonalon. A vonal megnyitására kettő darab két kapcsolt kerékpárú szertartályos gőzmozdonyt szereztek be az erfurti Hagans gyártól. A két mozdony a Kőszeg–Szombathelyi HÉV tulajdona volt, ahol a KŐSZEG és a JURISICZ nevet kapták és ezzel egyidejűleg a Déli Vasút 101 sorozat 1 és 2 pályaszámon tartotta őket nyilván.
A mozdonyok 1894-ben új hadijelet kaptak, mely a típus esetén  {\displaystyle {\tfrac {\overline {\left|\mathrm {II\ 100} \right|}}{\mathrm {D} _{1}}}}  lett.
A Kőszeg–Szombathelyi HÉV 1911-ben forgalmi eszközeivel együtt a MÁV-hoz került, ahol a mozdonyok a 282,001–002 pályaszámokat kapták. Mivel sem a mozdonyok teljesítménye, sem legnagyobb sebessége nem volt megfelelő, ezért a MÁV a két járművet 1917-ben eladta:
- a 282,001 Coburg Fülöp herceg tulajdona lett, míg
- a 282,002 a Magyar Királyi Földmívelésügyi Minisztérium kolozsvári erdőigazgatóságához került.